# August (Kurzfilm)
August ist ein Kurzfilm von Jonathan Berlin, der im März 2022 beim Manchester Film Festival seine Weltpremiere feierte.

## Handlung
Zwei junge Männer, August und Karl, leben in Preußen und entkommen in diesem Sommer des Jahres 1790 den Regeln und Gesetzen ihrer adeligen Familien. Einen Tag lang leben sie ihre persönliche Freiheit aus.

## Produktion

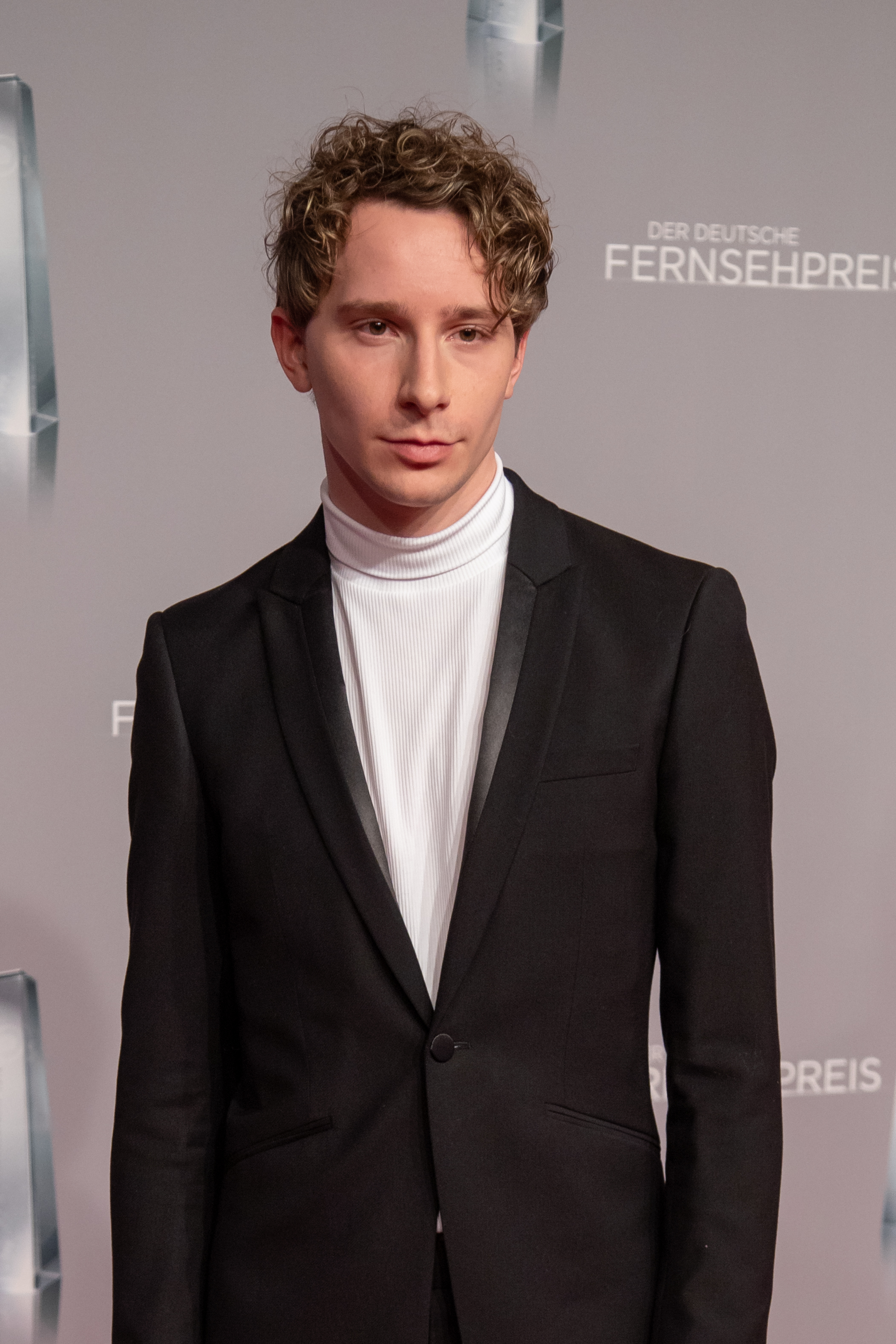
Regie führte Jonathan Berlin

Regie führte Jonathan Berlin, der auch das Drehbuch schrieb, den Filmschnitt verantwortete und den Film produzierte. „In erster Linie ist es eine Geschichte über Freiheit, denke ich – auf politischer und persönlicher Ebene. Die Freiheit der Identität, der Liebe, aber auch die Frage, wie viel Verantwortung man gegenüber der Gesellschaft hat, für diese Freiheit zu kämpfen“, so Berlin im Rahmen des Manchester Film Festivals.
Taddeo Kufus und Louie Betton spielen in den Hauptrollen August und Karl. Attila Borlan ist in der Rolle des Bibliothekars zu sehen.
Die Aufnahmen entstanden an fünf Drehtagen in Berlin und Görlitz. Als Kameramann fungierte Manuel Mack.
Eine erste Vorstellung des Films erfolgte am 20. März 2022 beim Manchester Film Festival. Im November 2022 wird er beim Norwich Film Festival gezeigt.

## Auszeichnungen
Manchester Film Festival 2022
- Nominierung im Kurzfilmwettbewerb